# Iva Procházková

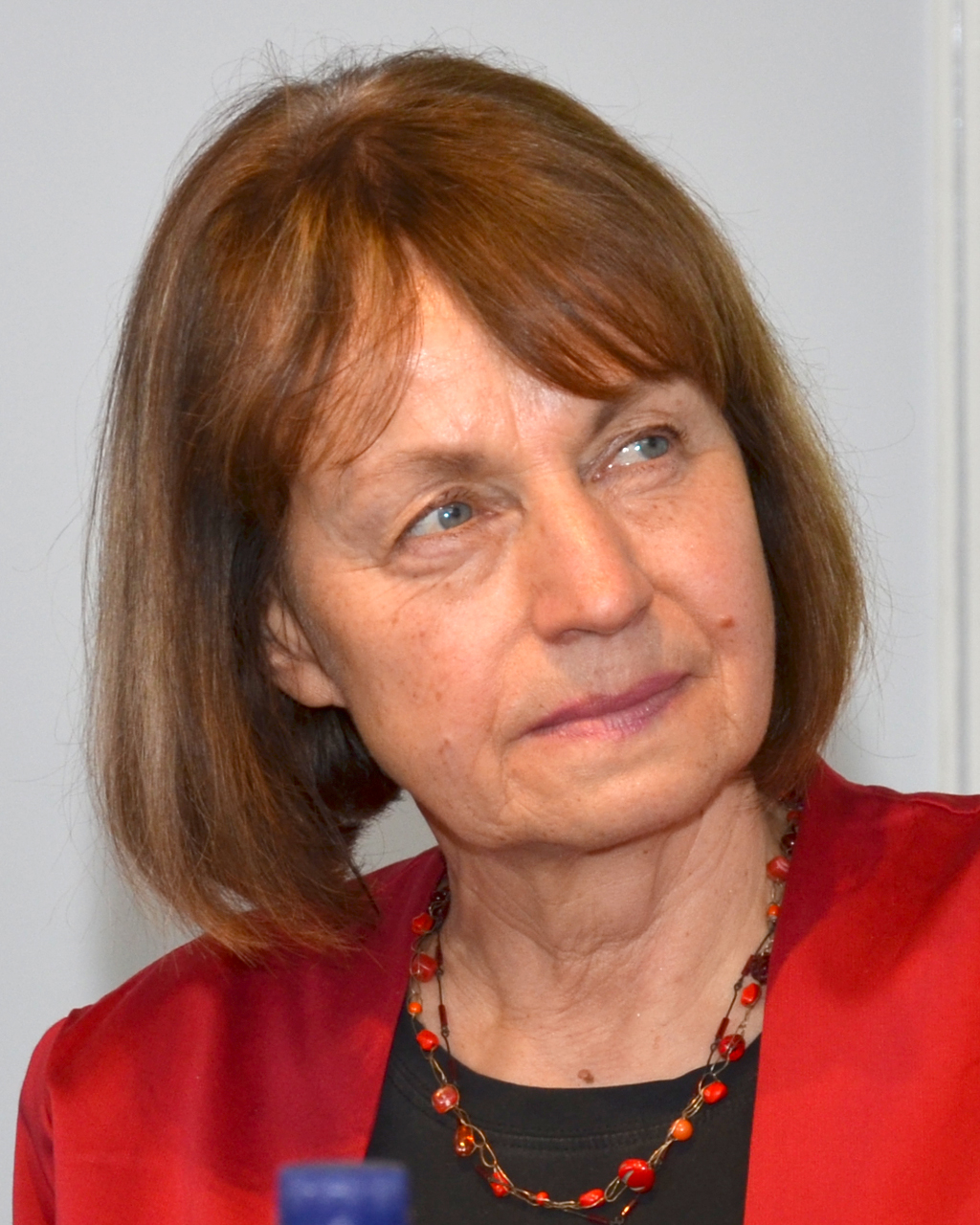
Iva Procházková, 2017

Iva Procházková (* 13. Juni 1953 in Olmütz) ist eine tschechische Schriftstellerin. Für ihre Bücher wurde sie  international mit bedeutenden Preisen im Bereich der Kinder- und Jugendliteratur ausgezeichnet, darunter dem Deutschen Jugendliteraturpreis (1989), dem IBBY Certificate of Honour for Writing (2000) und dem Luchs des Jahres (2012). Zu ihren bekanntesten Büchern gehören Die Nackten (2008) und Orangentage (2012).

## Leben und Werk
Ihre ersten drei Lebensjahre verbrachte Procházková bei ihrer Großmutter und ihrer Urgroßmutter in Olmütz. Mit drei Jahren zog sie nach Prag um und lebte dort bei ihren Eltern. Ihr Vater Jan Procházka war Schriftsteller und starb bereits 1971; ihre ältere Schwester Lenka Procházková  (* 24. März 1951 in Olmütz), eine der Unterzeichner der Charta 77, wurde ebenfalls Schriftstellerin.
1972 machte Procházková ihre Matura in Prag. Da ihr Vater mit einem politischen Buch angeeckt und einer der intellektuellen Führer des Prager Frühlings gewesen war, durfte sie nicht studieren und arbeitete als Putzfrau.
1975 wurde ihr erstes Theaterstück im Nejedlý-Theater in Prag auf die Bühne gebracht und vom damaligen Bürgermeister aus politischen Gründen verboten. Von 1976 bis 1983 schrieb Procházková weitere Theaterstücke, die allerdings nur außerhalb von Prag aufgeführt werden durften.
Mit ihrem Partner Ivan Pokorný hat sie drei Kinder. Im Jahr 1983 emigrierte sie mit ihrer Familie und ließ sich erst in Österreich, später dann in Deutschland nieder. Dort begann sie zu publizieren. Seit 1984 erschienen ihre Bücher bei verschiedenen deutschen Kinder- und Jugendbuchverlagen. Ebenfalls 1984 wurde ihr Theaterstück Die Witwe des Dichters in Alpbach aufgeführt. Von 1986 bis 1988 lebte sie in Konstanz und arbeitete am Jugendtheater Schlauer Kater. 1988 zog sie nach Bremen um und arbeitete dort unter anderem mit dem Theater für Kinder Im Packhaus.
Nach dem politischen Umbruch von 1989 erschienen Procházkovás Werke auch wieder in ihrer alten Heimat, wohin sie 1995 zurückkehrte. Ab 1990 arbeitete sie beim öffentlich-rechtlichen tschechischen Fernsehsender ČT, wo sie von 1998 bis 2001 Chefredakteurin für die Bereiche Kinder-, Jugend- und Familienprogramm war und auch als Produzentin wirkte. 2012 war sie Jurymitglied der Auszeichnung Das außergewöhnliche Buch des Kinder- und Jugendprogramms beim Internationalen Literaturfestivals Berlin. Seit 2001 arbeitet sie als freiberufliche Schriftstellerin und Drehbuchautorin in Prag, wo sie in der Altstadt lebt.
Procházkovás Bücher wurden in mehr als zehn Sprachen übersetzt.

## Presseschau
Allgemeine Bedeutung als Schriftstellerin

„Seit fast drei Jahrzehnten gehört Iva Procházková sowohl in Tschechien als auch in Deutschland und in der deutschsprachigen Schweiz […] zu den bekanntesten, beliebtesten und erfolgreichsten Kinder- und Jugendbuchautorinnen. […] Im Grunde macht es wenig Sinn, auf alle Preise und Nominierungen für die sympathische Tschechin eingehen zu wollen; ihr letztes Jugendbuch Nazi (Die Nackten) kann beispielhaft gelten: es war in Deutschland von Jugend- und Fachjury für den Deutschen Jugendliterarpreis nominiert (Procházková gewann ihn 1989 mit Die Zeit der geheimen Wünsche) und bekam in Tschechien die höchsten Literaturpreis, den staatlichen Magnesia-Litera-Preis. Die Qualität von Procházkovás Büchern ist unbestritten; und ähnlich sieht es mit ihren Lesungen aus: Nicht nur in Tschechien, sondern auch in Deutschland hat Procházková ihre Leser bestens im Griff; wohl weniger aufgrund ihrer überaus guten Deutschkenntnisse, sondern insbesondere aufgrund ihrer Empathie den jungen Lesern gegenüber, die sie durch Fragen aus der gern eingenommenen Reserve lockt, oder durch spannende Zusatzinformationen zu ihren Büchern und zur eigenen Biographie zu fesseln weiß.“

„Die 60-Jährige ist die bedeutendste Autorin tschechischer Gegenwartsliteratur für Kinder und Jugendliche.“

„Iva Procházková is the leading contemporary author in the context of Czech and German literature for children. […] In stories with a fairy-tale touch and socially-conscious prose, she wrestles with profound issues such as the problems surrounding authoritarian upbringing, the simple yearning of a child for its grandparents or a person that is close, growing up in today’s world, relationships in broken families and perceptions of death and mortality.“

Die Nackten (2008)

„Iva Procházková gehört seit etlichen Jahren zu den Fixsternen der Jugendliteratur. Sie erhielt unter anderem den Deutschen Jugendliteraturpreis und wurde für die Hans-Christian-Andersen-Medaille nominiert. Ihr feines Gespür für die Wehen und Befindlichkeiten der Adoleszenz, für den mentalen Tanz um das eigene Ich und ihre schriftstellerische Verve vereint sie zu Porträts, deren poetische Kraft auch in Miniaturen zu finden ist.“

„Die Nackten ist ein episodenhaft angelegter, psychologisch tiefer Roman. Iva Procházková fängt das für die Pubertät so typische Erleben und Denken authentisch ein und berührt durch die Anlage der unterschiedlichen Charaktere zentrale Fragen Jugendlicher, ohne sie abschließend zu beantworten. Der Roman der tschechischen Autorin, die auf Deutsch schreibt, hat Ecken und Kanten und fordert den Leser heraus. Doch genau deswegen wird er jugendliche Leser dazu bewegen, an den Figuren des Romans zu wachsen.“

„Procházková uses an effective variation of stylistic devices in combination with the symbolic unravelling of classic literary themes for adolescents.“

Orangentage (2012)

„In keinem der MonatsLUCHSE des Jahres 2012 findet der Leser eine thematisch und sprachlich so gelungene Zusammenschau von erlebter Wirklichkeit und überbordender Gefühlswelt eines Jugendlichen.“

„Für alle deutschen Leser bedeutet es einen literarischen Glücksfall, dass Iva Procházková ihr Wissen von Emigration, Rückkehr und Wandel in Bücher wie Orangentage einbringt. Mit Darek und Hanka erfahren wir 20 Jahre nach der Zeitenwende, die für die Autorin eine existenzielle Erfahrung war und für den Leser eine Macht im Hintergrund ist, den Wert von Liebe und Freiheit. Sie vermisse solche Erzählungen, die dem jungen Leser einen allmählichen Einstieg, einen ebenso unterhaltsamen wie qualitätsvollen Zugang zur Weltliteratur ermöglichen. Mit ihren realistischen Gegenwartsromanen, bei denen die Politik zwar nicht im Vordergrund steht, aber sehr wohl in das Leben ihrer Personen hineinreicht, gelingt ihr genau dies.“

„Auf dem Jugendbuchmarkt Tschechiens spielen Fantasy, Graphic Novels und Comics im Augenblick eine größere Rolle als realistische Schilderungen jugendlichen Lebens in der postsozialistischen Gesellschaft. Da sind die Bücher, Fernsehsendungen und Filme der Autorin Impulse zur Wiederbelebung eines unterbrochenen Qualitätsanspruchs. Denn die ČSSR war für ihre Bilder- und Kinderbücher, für Puppenspiele und -filme weltweit bekannt und angesehen. Zwischen jungen, unbelasteten Nachwuchstalenten, ehemals linientreuen Autoren, vorsichtigen Reformern und nicht heimgekehrten tschechischen Künstlern mit internationaler Bedeutung kommt Iva Procházková eine wichtige Aufgabe zu. Durch ihr persönliches Schicksal und ihr literarisches Werk legt sie Zeugnis ab vom Freiheitswillen einer Autorengeneration, die viel für diese Freiheit bezahlt hat und sie – wie in dem Jugendroman Orangentage – als das Zentrum jugendlichen Lebensgefühls mit Herzblut und Disziplin weiterträgt.“

„Iva Prochazkova ist einfach richtig gut darin, die Realität, also in diesem Fall das Leben in der tschechischen Provinz, zu verbinden mit den Gefühlen und der Sichtweise eines Teenagers. Sie macht das so überzeugend, man glaubt ihr jedes Wort und kann sich ganz hervorragend hineinversetzen in diesen Jungen, die Hauptfigur Darek, der in einem Dorf aufwächst, wo es keine Arbeit mehr gibt, wo viel Alkohol im Spiel ist und wo es für Kinder wie ihn kaum eine Zukunftsperspektive gibt. Und dieser Junge verliebt sich zum ersten Mal, und diese ganz zarten Momente, in denen er seiner Freundin Hanka näher kommt – das ist ganz große Erzählkunst.“

## Werk

### Bibliografie
- 1984: Der Sommer hat Eselsohren, Text: Iva Procházková, Illustration: Svend Otto Sörensen, Übersetzung aus dem Tschechischen: Teresa Sedmidubská, Beltz & Gelberg, Weinheim
- 1988: Die Zeit der geheimen Wünsche, Text: Iva Procházková, Beltz & Gelberg Verlag
- 1991: Wer spinnt denn da?, Text: Iva Procházková, Thienemanns Verlag
- 1991: Mittwoch schmeckt gut, Text: Iva Procházková, Thienemanns Verlag
- 1992: Fünf Minuten vor dem Abendessen, Text: Iva Procházková, Thienemanns Verlag
- 1994: 2x9 = Hamster oder Fabian, der Felsenhocker, Text: Iva Procházková, Arena Verlag
- 1994: Marco und das Zauberpferd, Text: Iva Procházková, Ellermann Verlag
- 1995: Eulengesang, Text: Iva Procházková, Beltz & Gelberg Verlag
- 1996: Entführung nach Hause, Text: Iva Procházková, Ellermann Verlag
- 2000: Vinzenz fährt nach Afrika, Text: Iva Procházková, Ellermann Verlag
- 2002: Carolina, Text: Iva Procházková, Süddeutsche Zeitung
- 2003: Elias und die Oma aus dem Ei, Text: Iva Procházková, Sauerländer Verlag
- 2004: Wo bist du, Rhabarber?, Text: Iva Procházková, Mladá fronta Verlag
- 2006: Das Ende eines Talismans, Text: Iva Procházková, Albatros Verlag
- 2006: Der große Weg der kleinen Maus, Text: Iva Procházková, Albatros Verlag
- 2007: Wir treffen uns, wenn alle weg sind, Text: Iva Procházková
- 2008: Die Nackten, Text: Iva Procházková, Sauerländer Verlag, Mannheim, ISBN 978-3794180813
- 2012: Orangentage, Text: Iva Procházková, Sauerländer Verlag, Mannheim
- 2018: Der Mann am Grund – Der erste Fall von Kommissar Holina, Text: Iva Procházková, Braumüllerverlag, Wien

### Theaterstücke (Auswahl)
- 1975: Der Venusberg

## Nominierungen und Auszeichnungen
- 1989: Deutscher Jugendliteraturpreis in der Kategorie Kinderbuch für Die Zeit der geheimen Wünsche
- 1992: Kinderbuchpreis des Landes Nordrhein-Westfalen für Fünf Minuten vor dem Abendessen
- 1993: Österreichischer Jugendbuchpreis
- 1993: Preis des Prager Verlages Albatros
- 1993: Literaturpreis des Verbandes der deutschen Ärztinnen
- 1994: Kinderliteraturpreis des Landes Nordrhein-Westfalen
- 1995: Jubiläumspreis des Albatros Verlags
- 1997: Nominierung für den Hans-Christian-Andersen-Preis
- 1998: Tschechischer Kinderbuchpreis Goldenes Band
- 2000: IBBY Certificate of Honour for Writing
- 2007: Friedrich-Gerstäcker-Preis der Stadt Braunschweig für Jugendliteratur für Wir treffen uns, wenn alle weg sind
- 2007: JuBu Buch des Monats im September für Wir treffen uns, wenn alle weg sind
- 2008: Evangelischer Buchpreis für Wir treffen uns, wenn alle weg sind
- 2008: Empfehlungsliste Katholischer Kinder- und Jugendbuchpreis für Wir treffen uns, wenn alle weg sind
- 2009: Nominierung für den Deutschen Jugendliteraturpreis in den Kategorien Jugendbuch und Jugendjury für Die Nackten
- 2010: Empfehlungsliste Evangelischer Buchpreis für Die Nackten
- 2012: Luchs des Monats im April für Orangentage
- 2012: Luchs des Jahres (Dotierung: 8.000 €) für Orangentage im November, Verleihung im März 2013 auf der Leipziger Buchmesse
- 2012: Aufnahme von Die Nackten auf die IBBY Honour List
- 2013: White Raven der Internationalen Jugendbibliothek für Orangentage[9]

## Teilnahmen an Festivals und Messen
- 2002: Kinder- und Jugendprogramm des 2. internationalen literaturfestivals berlin im September
- 2012: Kinder- und Jugendprogramm des 12. internationalen literaturfestivals berlin im September (Veranstaltungen zu Die Nackten, Elias und die Oma aus dem Ei und Orangentage)
- 2012: globale – Festival für grenzüberschreitende Literatur im November
- 2013: Leipziger Buchmesse im März